# どっちにするの。
『どっちにするの。』は、1989年に公開された、バーニングプロダクションとサンダンスカンパニーの製作の映画である。赤川次郎の小説『女社長に乾杯!』が原作。監督は金子修介。中山美穂主演作品。
宮沢りえは今作で第2回日刊スポーツ映画大賞の新人賞を受賞した。

## ストーリー
アメリカに本社があるおもちゃ会社に勤めるOLの伸子（中山美穂）は、デザイナー志望の同僚・丈彦（風間トオル）達と平凡な毎日を送っていたが、ある日突然会社が倒産するという噂が広まり、社内の全体会議ではコンピュータのミスが原因で同僚の純子（伊藤智恵理）が社長となり、伸子が副社長、そして専務には万年係長の北林（小林克也）が抜擢されてしまった。そしてそれは、会長の孫娘・波子（宮沢りえ）とヤング・エグゼクティブの山本（真田広之）を交えた恋の幕開けでもあった…。
　

## キャスト
- 桑田伸子：中山美穂
- 沢口丈彦：風間トオル
- 波子・パンプキン：宮沢りえ
- 高橋純子：伊藤智恵理
- 児玉益男（社長秘書）：石橋蓮司
- カワイ製菓 社長：石井光三
- 景山部長：山本清
- 岬課長：上田耕一
- 青木栄一郎（人事部長）：津村鷹志
- パンプキン会長：大月ウルフ
- デパート主任：草薙良一
- 尾島社長：加藤和夫
- 大林委員長：石井富子
- 稲田和子：千うらら
- トークショー司会：片桐はいり
- かおる：脇谷かおる
- まき：日原麻貴
- 女子高生：中嶋美智代
- 操縦士：渡辺航
- 居酒屋店員：米山善吉
- 特技：J・A・C
- 北林係長：小林克也
- 山本淳：真田広之

## スタッフ
- 脚本・監督：金子修介
- 製作：藤峰貞利
- 企画：サンダンス・カンパニー
- 製作総指揮：周防郁雄
- 原作：赤川次郎（『女社長に乾杯!』新潮社刊）
- プロデューサー：酒井良雄
- 共同プロデューサー：藤田義則（J・S・C）
- アソシエイトプロデューサー：木村典代、加藤克行
- 撮影監督：高間賢治
- 美術：中澤克巳
- 録音：宮本久幸
- 照明：吉角荘介
- 編集：冨田功
- 助監督：栃原広昭、猪腰弘之、片島章三、長谷川隆、田辺慶
- 音楽：川﨑真弘
- 主題歌：中山美穂「Virgin Eyes」（発売元：キングレコード）
- SFX：白組
- 装飾：松本良二
- スタイリスト：十川ヒロコ
- 記録：松澤一美
- ヘアメイク：浩平（HEADS）、村田志功
- ネガ編集：堀口正則
- 装置：斎藤和弘
- 衣裳：中基久代
- トイ・アドバイザー：田中学（トミー）
- スカイダイビング：古澤好孝、赤坂敏治、大塩幸広
- 現像：東京現像所
- スタジオ：にっかつ撮影所

## 製作
企画はサンダンス・カンパニーの古澤利夫（藤崎貞利）（詳細は『それから』を参照）。『快盗ルビイ』で小泉今日子の魅力を引き出した実績により、バーニングプロダクションの周防郁雄社長から古澤に「中山美穂ありきで何か面白いものを作ってもらえませんか」と依頼があった。製作費はバーニングプロダクションが全額出資した。監督の金子修介はアイドルオタクという理由での抜擢。監督の金子によると、当初は中山と工藤静香が共演する企画であったが（『ミスマッチ』（テレビ朝日系）で初共演）、脚本の完成後、工藤が諸事情により出演できなくなったため、工藤の代役を伊藤智恵理が務めた。中山が副社長役なのはそのためであるという。